# Love Love Love
Love Love Love – indyjski dramat miłosny z elementami musicalu, wyreżyserowany i wyprodukowany w 1989 roku przez Babbar Subhasha. W rolach głównych Aamir Khan i Juhi Chawla, po raz pierwszy razem. To film o pierwszej miłości nastolatków, o przepaści między biednymi i bogatymi, o bezsilności w sytuacji, gdy prawo nie chroni przed przemocą, o wsparciu ze strony rodziny.

## Fabuła
Amit (Aamir Khan) radosny, roztańczony, ale niewahający się też przed pomocą krzywdzonemu człowiekowi w niebezpiecznej sytuacji, prowokuje swoim zachowaniem grupę beztroskich synów miejscowych bogaczy. Przewodzi nad nimi Vicky (Gulshan Grover), zawsze gotów do zabawy także cudzym kosztem, łatwo łamiący prawo, przekonany o swojej bezkarności z powodu przekupności policji i wpływów ojca. Partnerem w "ciemnych interesach" ojca Vickiego jest ojciec ślicznej, rozpieszczonej Reemy (Juhi Chawla). Obaj partnerzy planują zacieśnić łączące ich więzi ślubem Vickiego i Reemy. Zadufany w sobie Vicky już teraz traktuje Reemę jak swoją własność, toteż wybucha gniewem, gdy okazuje się, że Reema i Amit zakochują się w sobie. Vicky nie przebiera w środkach. Płonie taksówka ojca Amita. Jego nieznoszący sprzeciwu ojciec grozi Amitowi śmiercią. Amit zaczyna się bać o los swojej rodziny.

## Obsada
- Aamir Khan – Amit
- Juhi Chawla – Reema
- Gulshan Grover – Vicky
- Dalip Tahil – ojciec Amita
- Raza Murad – ojciec Vicky
- Om Shivpuri – ojciec Reemy

## Piosenki
- Hum To Hain Dil Ke Deewane – Asha Bhosle i Vijay Benedict
- Disco Dandia – Alisha Chinoy i Vijay Benedict
- Jeena Hai Pyar Mein Jeena – Vijay Benedict
- Na Chitthiyaan Na Koi Sandesa – Shobha Joshi
- Ruko Ruko To – Vijay Benedict
- We Are In Love – Parvati Khan i Vijay Benedict